# Elezioni suppletive per la Camera dei rappresentanti degli Stati Uniti d'America del 1797
Nel corso del 1797 si tennero elezioni suppletive per la Camera dei rappresentanti per eleggere deputati della Camera nei distretti rimasti vacanti. 

## Risultati

### 2º distretto congressuale del Vermont
Le elezioni politiche suppletive nel 2º distretto congressuale del Vermont si sono tenute il 23 maggio, in seguito alle dimissioni di Daniel Buck.
| Partito                            | Partito                                  | Candidato                          | Risultati 23 maggio | Risultati 23 maggio |
| Partito                            | Partito                                  | Candidato                          | Voti                | %                   |
| ---------------------------------- | ---------------------------------------- | ---------------------------------- | ------------------- | ------------------- |
|                                    | Federalisti                              | Lewis R. Morris                    | 1 033               | 64,52               |
|                                    | Federalisti                              | Stephen Jacob                      | 246                 | 15,37               |
|                                    | Democratico-Repubblicano                 | Nathaniel Niles                    | 203                 | 12,68               |
|                                    | Federalisti                              | Amasa Paine                        | 119                 | 7,43                |
|                                    |                                          |                                    |                     |                     |
| Iscritti                           | Iscritti                                 | Iscritti                           | 2 705               | 100,00              |
| ↳ Votanti (% su iscritti)          | ↳ Votanti (% su iscritti)                | ↳ Votanti (% su iscritti)          | 2 705               | 100,00              |
| ↳ Voti validi (% su votanti)       | ↳ Voti validi (% su votanti)             | ↳ Voti validi (% su votanti)       | 1 601               | 59,19               |
| ↳ Schede non valide (% su votanti) | ↳ Schede non valide (% su votanti)       | ↳ Schede non valide (% su votanti) | 1 104               | 40,81               |
| ↳ Astenuti (% su iscritti)         | ↳ Astenuti (% su iscritti)               | ↳ Astenuti (% su iscritti)         | 0                   | 0,00                |
|                                    |                                          |                                    |                     |                     |
|                                    | Esito: collegio confermato a Federalisti |                                    |                     |                     |

### 11º distretto congressuale del Massachusetts
Le elezioni politiche suppletive nell'11º distretto congressuale del Massachusetts si sono tenute il 4 agosto, in seguito alle dimissioni di Theophilus Bradbury.
| Partito                            | Partito                                  | Candidato                          | Risultati 4 agosto | Risultati 4 agosto |
| Partito                            | Partito                                  | Candidato                          | Voti               | %                  |
| ---------------------------------- | ---------------------------------------- | ---------------------------------- | ------------------ | ------------------ |
|                                    | Federalisti                              | Bailey Bartlett                    | 451                | 100,00             |
|                                    |                                          |                                    |                    |                    |
| Iscritti                           | Iscritti                                 | Iscritti                           | 554                | 100,00             |
| ↳ Votanti (% su iscritti)          | ↳ Votanti (% su iscritti)                | ↳ Votanti (% su iscritti)          | 554                | 100,00             |
| ↳ Voti validi (% su votanti)       | ↳ Voti validi (% su votanti)             | ↳ Voti validi (% su votanti)       | 451                | 81,41              |
| ↳ Schede non valide (% su votanti) | ↳ Schede non valide (% su votanti)       | ↳ Schede non valide (% su votanti) | 103                | 18,59              |
| ↳ Astenuti (% su iscritti)         | ↳ Astenuti (% su iscritti)               | ↳ Astenuti (% su iscritti)         | 0                  | 0,00               |
|                                    |                                          |                                    |                    |                    |
|                                    | Esito: collegio confermato a Federalisti |                                    |                    |                    |

### Distretto congressuale at-large del New Hampshire
Le elezioni politiche suppletive nel Distretto congressuale at-large del New Hampshire si sono tenute il 28 agosto, in seguito alle dimissioni di Jeremiah Smith.
| Partito                            | Partito                                  | Candidato                          | Risultati 28 agosto | Risultati 28 agosto |
| Partito                            | Partito                                  | Candidato                          | Voti                | %                   |
| ---------------------------------- | ---------------------------------------- | ---------------------------------- | ------------------- | ------------------- |
|                                    | Federalisti                              | Peleg Sprague                      | 3 697               | 66,55               |
|                                    | Democratico-Repubblicano                 | Woodbury Langdon                   | 1 858               | 33,45               |
|                                    |                                          |                                    |                     |                     |
| Iscritti                           | Iscritti                                 | Iscritti                           | 5 555               | 100,00              |
| ↳ Votanti (% su iscritti)          | ↳ Votanti (% su iscritti)                | ↳ Votanti (% su iscritti)          | 5 555               | 100,00              |
| ↳ Voti validi (% su votanti)       | ↳ Voti validi (% su votanti)             | ↳ Voti validi (% su votanti)       | 5 555               | 100,00              |
| ↳ Schede non valide (% su votanti) | ↳ Schede non valide (% su votanti)       | ↳ Schede non valide (% su votanti) | 0                   | 0,00                |
| ↳ Astenuti (% su iscritti)         | ↳ Astenuti (% su iscritti)               | ↳ Astenuti (% su iscritti)         | 0                   | 0,00                |
|                                    |                                          |                                    |                     |                     |
|                                    | Esito: collegio confermato a Federalisti |                                    |                     |                     |

### Distretto congressuale at-large del Rhode Island
Le elezioni politiche suppletive nel Distretto congressuale at-large del Rhode Island si sono tenute il 29 agosto, in seguito alle dimissioni di Elisha R. Potter.
| Partito                            | Partito                                  | Candidato                          | Risultati 29 agosto | Risultati 29 agosto |
| Partito                            | Partito                                  | Candidato                          | Voti                | %                   |
| ---------------------------------- | ---------------------------------------- | ---------------------------------- | ------------------- | ------------------- |
|                                    | Federalisti                              | Thomas Tillinghast                 | 234                 | 78,26               |
|                                    | Federalisti                              | James Burrill, Jr.                 | 54                  | 18,06               |
|                                    | Democratico-Repubblicano                 | Clarke                             | 11                  | 3,68                |
|                                    |                                          |                                    |                     |                     |
| Iscritti                           | Iscritti                                 | Iscritti                           | 299                 | 100,00              |
| ↳ Votanti (% su iscritti)          | ↳ Votanti (% su iscritti)                | ↳ Votanti (% su iscritti)          | 299                 | 100,00              |
| ↳ Voti validi (% su votanti)       | ↳ Voti validi (% su votanti)             | ↳ Voti validi (% su votanti)       | 299                 | 100,00              |
| ↳ Schede non valide (% su votanti) | ↳ Schede non valide (% su votanti)       | ↳ Schede non valide (% su votanti) | 0                   | 0,00                |
| ↳ Astenuti (% su iscritti)         | ↳ Astenuti (% su iscritti)               | ↳ Astenuti (% su iscritti)         | 0                   | 0,00                |
|                                    |                                          |                                    |                     |                     |
|                                    | Esito: collegio confermato a Federalisti |                                    |                     |                     |

### 1º distretto congressuale della Carolina del Sud
Le elezioni politiche suppletive nel 1º distretto congressuale della Carolina del Sud si sono tenute il 4 settembre, in seguito alle dimissioni di William L. Smith.
| Partito                            | Partito                                  | Candidato                          | Risultati 4 settembre | Risultati 4 settembre |
| Partito                            | Partito                                  | Candidato                          | Voti                  | %                     |
| ---------------------------------- | ---------------------------------------- | ---------------------------------- | --------------------- | --------------------- |
|                                    | Federalisti                              | Thomas Pinckney                    | 377                   | 100,00                |
|                                    |                                          |                                    |                       |                       |
| Iscritti                           | Iscritti                                 | Iscritti                           | 377                   | 100,00                |
| ↳ Votanti (% su iscritti)          | ↳ Votanti (% su iscritti)                | ↳ Votanti (% su iscritti)          | 377                   | 100,00                |
| ↳ Voti validi (% su votanti)       | ↳ Voti validi (% su votanti)             | ↳ Voti validi (% su votanti)       | 377                   | 100,00                |
| ↳ Schede non valide (% su votanti) | ↳ Schede non valide (% su votanti)       | ↳ Schede non valide (% su votanti) | 0                     | 0,00                  |
| ↳ Astenuti (% su iscritti)         | ↳ Astenuti (% su iscritti)               | ↳ Astenuti (% su iscritti)         | 0                     | 0,00                  |
|                                    |                                          |                                    |                       |                       |
|                                    | Esito: collegio confermato a Federalisti |                                    |                       |                       |

### 5º distretto congressuale della Pennsylvania
Le elezioni politiche suppletive nel 5º distretto congressuale della Pennsylvania si sono tenute il 10 ottobre, in seguito alle dimissioni di George Ege.
| Partito                            | Partito                                                         | Candidato                          | Risultati 10 ottobre | Risultati 10 ottobre |
| Partito                            | Partito                                                         | Candidato                          | Voti                 | %                    |
| ---------------------------------- | --------------------------------------------------------------- | ---------------------------------- | -------------------- | -------------------- |
|                                    | Democratico-Repubblicano                                        | Joseph Hiester                     | 1 259                | 100,00               |
|                                    |                                                                 |                                    |                      |                      |
| Iscritti                           | Iscritti                                                        | Iscritti                           | 1 259                | 100,00               |
| ↳ Votanti (% su iscritti)          | ↳ Votanti (% su iscritti)                                       | ↳ Votanti (% su iscritti)          | 1 259                | 100,00               |
| ↳ Voti validi (% su votanti)       | ↳ Voti validi (% su votanti)                                    | ↳ Voti validi (% su votanti)       | 1 259                | 100,00               |
| ↳ Schede non valide (% su votanti) | ↳ Schede non valide (% su votanti)                              | ↳ Schede non valide (% su votanti) | 0                    | 0,00                 |
| ↳ Astenuti (% su iscritti)         | ↳ Astenuti (% su iscritti)                                      | ↳ Astenuti (% su iscritti)         | 0                    | 0,00                 |
|                                    |                                                                 |                                    |                      |                      |
|                                    | Esito: collegio passa da Federalisti a Democratico-Repubblicano |                                    |                      |                      |

## Riepilogo
| Dat         | Stato            | Collegio | Parlamentare uscente | Partito     | Parlamentare eletto | Partito                  |
| ----------- | ---------------- | -------- | -------------------- | ----------- | ------------------- | ------------------------ |
| 23 maggio   | Vermont          | 2°       | Daniel Buck          | Federalista | Lewis R. Morris     | Federalista              |
| 4 agosto    | Massachusetts    | 11°      | Theophilus Bradbury  | Federalista | Bailey Bartlett     | Federalista              |
| 28 agosto   | New Hampshire    | at-large | Jeremiah Smith       | Federalista | Peleg Sprague       | Federalista              |
| 29 agosto   | Rhode Island     | at-large | Elisha R. Potter     | Federalista | Thomas Tillinghast  | Federalista              |
| 4 settembre | Carolina del Sud | 1°       | William L. Smith     | Federalista | Thomas Pinckney     | Federalista              |
| 10 ottobre  | Pennsylvania     | 5°       | George Ege           | Federalista | Joseph Hiester      | Democratico-Repubblicano |